# 22e cérémonie des Golden Globes
La 22e cérémonie des Golden Globes a eu lieu le 8 février 1965, récompensant les films et séries diffusés en 1964 et les professionnels s'étant distingués cette année-là.

## Palmarès
Les lauréats sont indiqués ci-dessous en premier de chaque catégorie et en caractères gras.

### Cinéma

#### Meilleur film dramatique
- Becket
  - Mystère sur la falaise (The Chalk Garden)
  - Dear Heart
  - La Nuit de l'iguane (The Night of the Iguana)
  - Zorba le Grec (Αλέξης Ζορμπάς / Aléxis Zorbás)

#### Meilleur film musical ou comédie
- My Fair Lady
  - Grand méchant loup appelle (Father Goose)
  - Mary Poppins
  - Deux copines, un séducteur (The World of Henry Orient)
  - La Reine du Colorado (The Unsinkable Molly Brown)

#### Meilleur réalisateur
- George Cukor pour My Fair Lady
  - Peter Glenville pour Becket
  - John Huston pour La Nuit de l'iguane (The Night of the Iguana)
  - John Frankenheimer pour Sept jours en mai (Seven Days in May)
  - Mihalis Kakogiannis pour Zorba le Grec (Αλέξης Ζορμπάς / Aléxis Zorbás)

#### Meilleur acteur dans un film dramatique
- Peter O'Toole pour le rôle d'Henri II d'Angleterre dans Becket
  - Richard Burton pour le rôle de Thomas Becket dans Becket
  - Anthony Quinn pour le rôle d'Alexis Zorba dans Zorba le Grec (Αλέξης Ζορμπάς / Aléxis Zorbás)
  - Anthony Franciosa pour le rôle de Juan Luis Rodriguez dans Rio Conchos
  - Fredric March pour le rôle du Président Jordan Lyman dans Sept jours en mai (Seven Days in May)

#### Meilleure actrice dans un film dramatique
- Anne Bancroft pour le rôle de Jo Armitage dans Le Mangeur de citrouilles (The Pumpkin Eater)
  - Geraldine Page pour le rôle d'Evie Jackson dans Dear Heart
  - Ava Gardner pour le rôle de Maxine Faulk dans La Nuit de l'iguane (The Night of the Iguana)
  - Rita Hayworth pour le rôle de Lili Alfredo dans Le Plus Grand Cirque du monde (Circus World)
  - Jean Seberg pour le rôle de Lilith Arthur dans Lilith

#### Meilleur acteur dans un film musical ou une comédie
- Rex Harrison pour le rôle du Professeur Henry Higgins dans My Fair Lady
  - Dick Van Dyke pour le rôle de Bert / Mr Dawes Sr. dans Mary Poppins
  - Marcello Mastroianni pour le rôle de Domenico Soriano dans Mariage à l'italienne (Matrimonio all'italiana)
  - Peter Sellers pour le rôle de l'inspecteur Jacques Clouseau dans La Panthère rose (The Pink Panther)
  - Peter Ustinov pour le rôle d'Arthur Simon Simpson dans Topkapi

#### Meilleure actrice dans un film musical ou une comédie
La récompense avait déjà été décernée.
- Julie Andrews pour le rôle de Mary Poppins dans Mary Poppins
  - Sophia Loren pour le rôle de Filumena Marturano dans Mariage à l'italienne (Matrimonio all'italiana)
  - Debbie Reynolds pour le rôle de Molly Brown dans La Reine du Colorado (The Unsinkable Molly Brown)
  - Melina Mercouri pour le rôle d'Elizabeth Lipp dans Topkapi
  - Audrey Hepburn pour le rôle d'Eliza Doolittle dans My Fair Lady

#### Meilleur acteur dans un second rôle
- Edmond O'Brien pour le rôle du sénateur Ray Clark dans Sept jours en mai (Seven Days in May)
  - Cyril Delevanti pour le rôle de Nonno dans La Nuit de l'iguane (The Night of the Iguana)
  - Lee Tracy pour le rôle du Président Art Hockstader dans Que le meilleur l'emporte (The Best Man)
  - Gilbert Roland pour le rôle de Dull Knife dans Les Cheyennes (Cheyenne Autumn)
  - Stanley Holloway pour le rôle d'Alfred P. Doolittle dans My Fair Lady

#### Meilleure actrice dans un second rôle
- Agnes Moorehead pour le rôle de Velma Cruther dans Chut... chut, chère Charlotte (Hush... Hush, sweet Charlotte)
  - Grayson Hall pour le rôle de Judith Fellowes dans La Nuit de l'iguane (The Night of the Iguana)
  - Elizabeth Ashley pour le rôle de Monica Winthrop dans Les Ambitieux (The Carpetbaggers)
  - Ann Sothern pour le rôle de Sue Ellen Gamadge dans Que le meilleur l'emporte (The Best Man)
  - Lila Kedrova pour le rôle de madame Hortense dans Zorba le Grec (Αλέξης Ζορμπάς / Aléxis Zorbás)

#### Meilleure chanson originale
- "Circus World" par Dimitri Tiomkin – Le Plus Grand Cirque du monde (Circus World)
  - "Sunday In New York" interprétée par Mel Tormé[1] – Un dimanche à New York (Sunday In New York)
  - "Dear Heart" interprétée par Chorus – Dear Heart
  - "From Russia with Love" interprétée par Matt Monro – Bons baisers de Russie (From Russia With Love)
  - "Where Love Has Gone" interprétée par Jack Jones – Rivalités (Where Love Has Gone)

#### Meilleure musique de film
- La Chute de l'empire romain (The Fall of the Roman Empire) – Dimitri Tiomkin
  - Sept jours en mai (Seven Days in May)  – Jerry Goldsmith
  - Zorba le Grec (Αλέξης Ζορμπάς / Aléxis Zorbás)  – Míkis Theodorákis
  - Becket  – Laurence Rosenthal
  - Mary Poppins  – Robert B. Sherman et Richard M. Sherman

#### Golden Globe de la révélation masculine de l'année
La récompense avait déjà été décernée.
(ex æquo)
- George Segal pour le rôle du Dr Tony 'Shiv' Parelli dans Les Nouveaux Internes (The New Interns)
- Chaim Topol pour le rôle de Sallah Shabati dans Sallah Shabati (סאלח שבתי)
- Harve Presnell pour le rôle de 'Leadville' Johnny Brown dans La Reine du Colorado (The Unsinkable Molly Brown)

#### Golden Globe de la révélation féminine de l'année
La récompense avait déjà été décernée.
(ex æquo)
- Mia Farrow pour le rôle de Karen Eriksson dans Les Canons de Batasi (Guns at Batasi)
- Celia Kaye pour le rôle de Karana dans L'Île des dauphins bleus (Island Of The Blue Dolphins)
- Mary Ann Mobley pour le rôle de Teresa 'Terry' Taylor dans Get Yourself a College Girl!

### Télévision
Note : le symbole « ♕ » rappelle le gagnant de l'année précédente (si nomination).

#### Meilleure programme télévisée
La récompense avait déjà été décernée.
- The Rogues
  - 12 O'Clock High (en)
  - Les Monstres (The Munsters)
  - The Red Skelton Show
  - Wendy and Me

#### Meilleur acteur dans une série télévisée
La récompense avait déjà été décernée.
- Gene Barry pour le rôle du Capt. Amos Burke dans L'Homme à la Rolls (Burke's Law)
  - Richard Crenna pour le rôle de James Slattery dans Slattery's People
  - James Franciscus pour le rôle de John Novak dans Mr. Novak
  - David Janssen pour le rôle du Dr Richard Kimble dans Le Fugitif (The Fugitive)
  - Robert Vaughn pour le rôle de Napoléon Solo dans Des agents très spéciaux (The Man From U.N.C.L.E.)

#### Meilleure actrice dans une série télévisée
La récompense avait déjà été décernée.
- Mary Tyler Moore pour le rôle de Laura Meeker / Meehan Petrie dans The Dick Van Dyke Show
  - Yvette Mimieux pour le rôle de Pat Holmes dans Le Jeune Docteur Kildare (Dr. Kildare)
  - Dorothy Malone pour le rôle de Constance Mackenzie dans Peyton Place
  - Elizabeth Montgomery pour le rôle de Samantha Stephens / Serena dans Ma sorcière bien-aimée (Bewitched)
  - Julie Newmar pour le rôle de Rhoda Miller dans My Living Doll

### Spéciales

#### Cecil B. DeMille Award
- James Stewart

#### Miss Golden Globe
Non décerné.

#### Henrietta Award
Récompensant un acteur et une actrice.
La récompense avait déjà été décernée.
- Sophia Loren
- Marcello Mastroianni

#### Samuel Goldwyn International Award
Récompensant un film étranger.
La récompense avait déjà été décernée.
- Sallah Shabati
  - L'Homme de Rio
  - Mafioso
  - Mariage à l'italienne (Matrimonio all'italiana)
  - The Well
  - La Fille aux yeux verts (Girl With Green Eyes)